# Paul Esparbès
Paul-Louis Esparbès, né à Neuilly-sur-Seine le 19 avril 1896 et mort à Paris 20e le 27 avril 1934, est un athlète français spécialiste du 800 mètres.

## Carrière
Membre du Sporting club universitaire de France (SCUF), Paul Esparbès est sacré champion de France du 800 mètres le 18 juillet 1920 au Stade Pershing,.
Aux Jeux olympiques d'été de 1920 à Anvers, il termine huitième de la finale du 800 mètres avec un temps de 1' 59" 4.
Son record personnel sur la distance est de 1' 56" 8.
Paul Esparbès était également ailier dans l'équipe seconde de rugby du SCUF.